# In the Border States
In the Border States aus dem Jahr 1910 ist einer aus einer ganzen Reihe unzusammenhängender US-amerikanischer Stummfilme des Regisseurs D. W. Griffith, die den Sezessionskrieg behandeln. Der Film wurde am 13. Juni 1910 veröffentlicht.

## Handlung
Der Vater schließt sich im Amerikanischen Bürgerkrieg dem Heer der Nordstaaten an. Mittlerweile werden in der Nähe seines Hauses plündernde Konföderierte von einem Trupp Unionssoldaten überrascht und zerstreut. Einer davon erreicht das Haus des Vaters, wo er von dessen jüngster Tochter entdeckt wird. Verzweifelt bittet er diese um Hilfe. Trotz ihrer Vorurteile versteckt sie ihn beim Brunnen und führt sogar den Suchtrupp auf eine falsche Fährte. Währenddessen wird der Vater des Mädchens mit einem Kurierdienst beauftragt, der ihn hinter die feindlichen Linien führt. Als er entdeckt wird, kann er sich verletzt zu seinem Heim retten. Die ältere Tochter eilt, um den Arzt zu holen, während ihre kleine Schwester die Tür verbarrikadiert. Als der Suchtrupp der Konföderierten, der von dem zuvor von der Tochter geretteten Soldaten angeführt wird, vor seinem Zimmer steht, verbrennt der Vater die geheimen Papiere. Der Anführer des Trupps dringt in den Raum ein, und da er erkennen muss, dass die gesuchten Papiere zerstört sind, möchte er den Vater töten. Mutig stellt sich ihm die Tochter entgegen, in der er seine Retterin wiedererkennt. Somit gibt er gegenüber seinen Kameraden vor, dass der feindliche Soldat tot und die Dokumente zerstört seien, und der Trupp zieht ab.

## Hintergrund
Die Dreharbeiten fanden vom 3. bis 14. Mai 1910 in den Biograph Studios in der 11 East Fourteenth Street in New York statt. Drehort der Außenaufnahmen war der Delaware-Durchbruch.
Im Filmarchiv des Museum of Modern Art existiert ein 35 mm Nitrat Negativ sowie in der Paper Print Collection der Library of Congress ein 35 mm Papierabzug.